# خواهران (فیلم ۱۹۳۸)
«خواهران» (انگلیسی: The Sisters) فیلمی در ژانر درام به کارگردانی آناتول لیتواک و اروینگ رپر است که در سال ۱۹۳۸ منتشر شد.

## بازیگران
- ارول فلین
- بت دیویس
- آنیتا لوئیس
- ایان هانتر
- دانالد کریسپ
- بولا بوندی
- جین برایان
- آلن هیل
- هنری تراورز
- پاتریک نولز
- لورا هوپ کروس
- هری دونپورت
- میو مثو
- آرتور هویت
- سوزان هیوارد
- استارت هولمز
- دیک فورن
- لی پاتریک
- پل هاروی
- جان واربرتون